# Heiner Koch
Heiner Koch (Düsseldorf, 13 juni 1954) is een Duits geestelijke en aartsbisschop van de Rooms-Katholieke Kerk.
Koch studeerde theologie en pedagogiek aan de Universiteit van Bonn en werd op 13 juni, zijn verjaardag, 1980 priester gewijd. Hij promoveerde in Bonn tot doctor in de godgeleerdheid op het proefschrift Befreiung zum Sein als Grundperspektive christlicher Religionspädagogik. Koch vervulde vervolgens verschillende functies in het aartsbisdom Keulen en was tot zijn bisschopsbenoeming ten slotte vicaris van datzelfde aartsbisdom.
Paus Benedictus XVI benoemde hem op 17 maart 2006 tot titulair bisschop van Roscrea en tot hulpbisschop van Keulen. Hij ontving zijn bisschopswijding uit handen van de aartsbisschop van Keulen, Joachim Meisner. Als wapenspreuk koos hij "Gaudete semper, Dominus prope" (Verheugt u altijd, de Heer is nabij, uit de Brief van Paulus aan de Filippenzen, 4:4,5). Op 18 januari 2013 benoemde paus Benedictus Koch tot bisschop van Dresden-Meißen. Hier zou hij blijven tot hij door paus Franciscus op 8 juni 2015 werd benoemd tot aartsbisschop van Berlijn, als opvolger van Rainer Maria Woelki die even daarvoor tot aartsbisschop van Keulen was benoemd.
- Gemeinsame Normdatei: 139489754
- International Standard Name Identifier: 0000 0000 7155 3498
- Library of Congress Control Number: no2004037424
- Nationale Bibliotheek van Polen: a0000003597931
- Nederlandse Thesaurus van Auteursnamen: 072527307
- Virtual International Authority File: 101073217
- WorldCat: E39PBJh4BgyDJRmyH94WtXkFKd